# بوکمارک

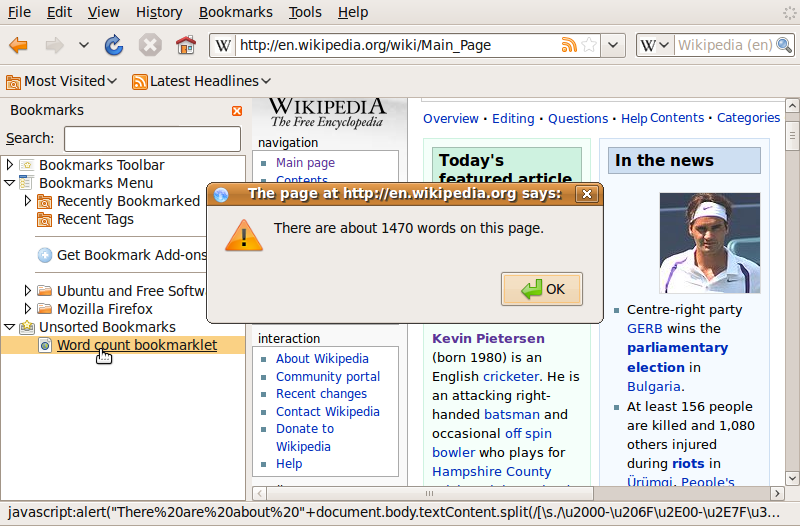
ابزار بوکمارک شمارنده تعداد کلمات صفحه مرورگر فایرفاکس

بوکمارک، چوبْ‌الف یا نشانک (به انگلیسی: Bookmark)، یوآرآی است که برای بازیابی در قالب‌های مختلف ذخیره شده‌است. بوکمارک در اینترنت اکسپلورر، برگزیده‌ها یا میان‌بر‌های اینترنتی نیز خوانده می‌شود.